# Рашувек
Рашу́век (пол. Raszówek) — село в Польше в сельской гмине Слабошув Мехувского повета Малопольского воеводства.
Село располагается в 4 км от административного центра гмины села Слабошув, в 13 км от административного центра повета города Мехув и в 39 км от административного центра воеводства города Краков.
В 1975—1998 годах село входило в состав Келецкого воеводства.